# 刺副黛綠蝽
刺副黛緣蝽（学名：Paradasynus spinosus）为緣蝽科黛緣蝽屬下的一个种。